# 約克公爵群島

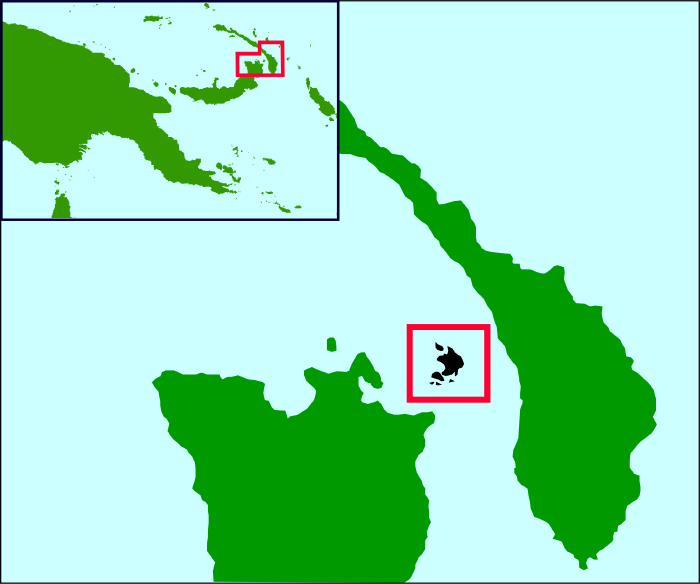
約克公爵群島在巴布亞新畿內亞的位置

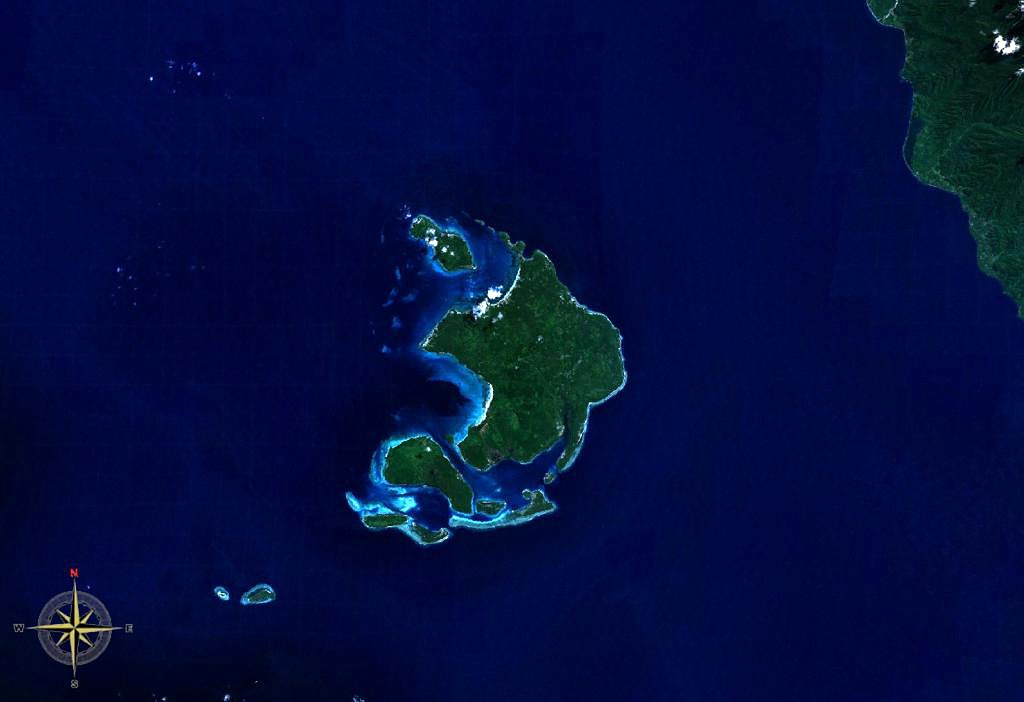
約克公爵群島衛星圖

約克公爵群島（Duke of York Islands）是巴布亞新畿內亞東新不列顛省的島嶼，位於新不列顛島和新愛爾蘭島之間的太平洋海域，屬於俾斯麥群島的一部分，由13座島嶼組成，總面積58平方公里。最大的島為約克公爵島。
4°10′00″S 152°27′00″E / 4.1666667°S 152.45°E